# Sabinalito
Sabinalito es una localidad del estado mexicano de Chiapas. Es parte del municipio de Frontera Comalapa.

## Demografía
| Gráfica de evolución demográfica |
|                                  |

| Censo | Población |
| ----- | --------- |
| 1930  | 44        |
| 1940  | 209       |
| 1950  | 393       |
| 1960  | 497       |
| 1970  | 665       |
| 1980  | 774       |
| 1990  | 1 189     |
| 2000  | 1 518     |
| 2010  | 1 808     |
| 2020  | 2 179     |